# Brauerei Max Leibinger

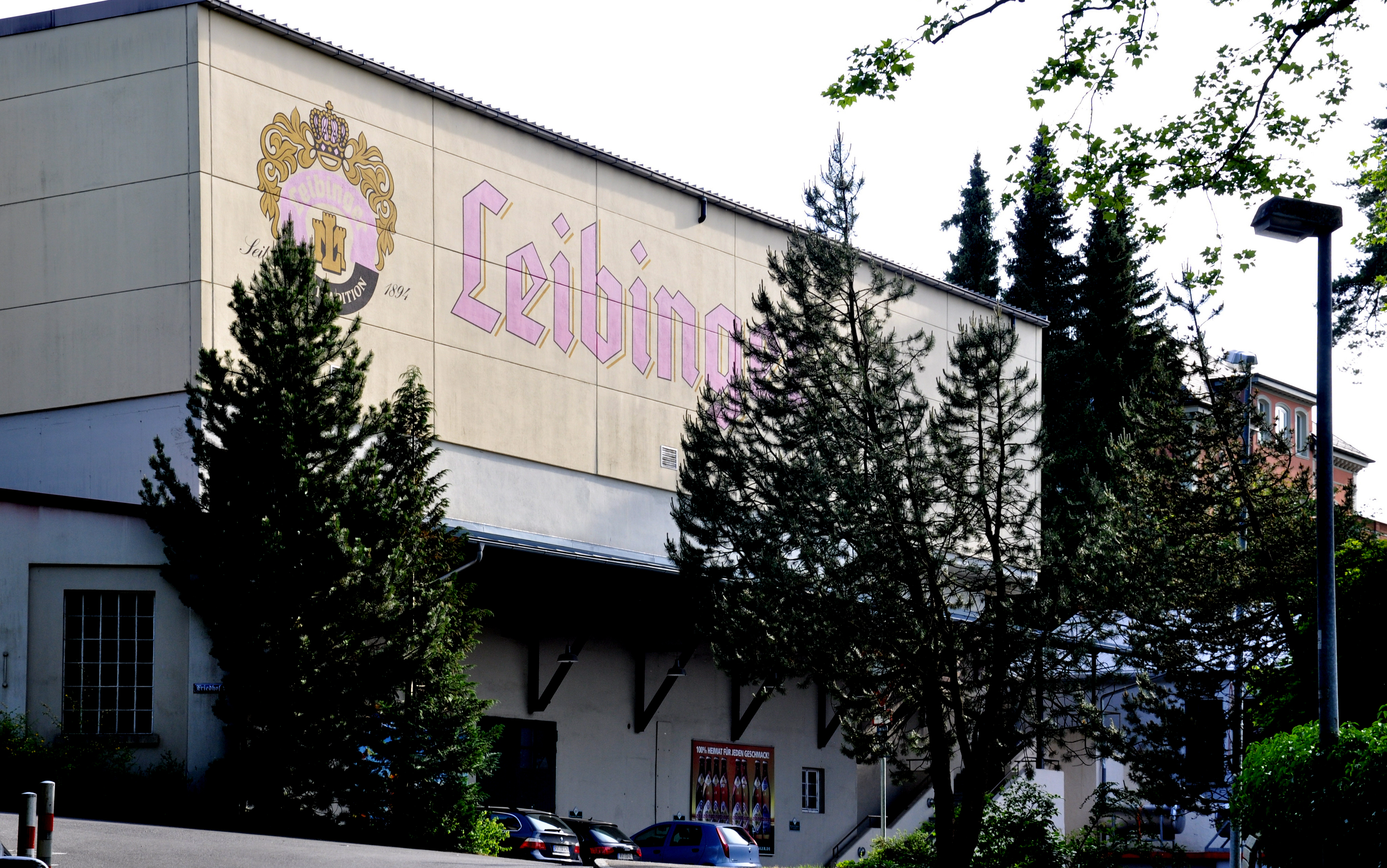
Brauerei Max Leibinger, Ravensburg

Die Brauerei Max Leibinger GmbH ist eine familiengeführte oberschwäbische Brauerei mit Sitz in Ravensburg.

## Geschichte
Die Brauerei wurde 1862 gegründet und 1892 von dem Posthalter Benedikt Birk als „Benediktiner-Brauerei“ übernommen. 1894 erwarb Max Leibinger die Brauerei. 1901 brachte Leibinger das erste Flaschenbier in der Region auf den Markt. Von 1918 bis 1922 kaufte er mehrere umliegende Brauereien auf. 1922 trat sein Sohn Robert Leibinger in das Unternehmen ein. Ab 1946 war die Position des Brauereidirektors mit Jost Metzler besetzt. Als Robert Leibingers Sohn Max 1959 in das Unternehmen eintrat, wurde die Brauerei umfassend modernisiert. Diplom-Braumeister Michael Leibinger stieg 1996 in das Unternehmen ein und entwickelte das Getränk Max 5,2. 2000 übernahm er die Unternehmensleitung. 2002 wurde die Marke Seeradler eingeführt.
Nach der Schließung des „Bürgerlichen Brauhauses“ 2001 ist die Brauerei Max Leibinger die einzige verbliebene Brauerei in Ravensburg.

## Produkte
Insgesamt bietet die Brauerei Leibinger 15 verschiedene Biere und 2 alkoholfreie Erfrischungsgetränke an:

### Biere
- Edel
- Pils
- Helles vom Bierbuckel
- Alkoholfrei vom Bierbuckel
- Dunkles Weizen
- Seeweisse (Hefe Weizen)
- Seeweisse Dunkel (Dunkles Hefe Weizen)
- Seeweisse Leicht (Leichtes Hefe Weizen)
- Seeweisse Alkoholfrei (Alkoholfreies Hefe Weizen)
- Eiskeller

### Biermischgetränke
- Seeradler classic
- Seeradler grapefruit
- Seeradler naturtrüb
- Seeradler sauer
- Seeradler alkoholfrei

### Alkoholfreie Erfrischungsgetränke
- Seebrause Zitrone-Ingwer
- Seebrause Johannisbeere

## Bierbuckelfest
Das Bierbuckelfest ist eine jährlich stattfindende Veranstaltung die auf dem Betriebsgelände der Brauerei Leibinger ausgerichtet wird. Die Veranstaltung beginnt mit dem Fassanstich durch den Unternehmensleiter Michael Leibinger und bietet den Gästen ein umfangreiches Rahmenprogramm mit Livemusik und einem sportlichen Wettkampf, dem "Bierathlon". Das erste Bierbuckelfest fand im Jahr 1986 statt und wurde zur Neueinführung des naturtrüben, dunklen Spezialbiers "Leibinger Bierbuckel" veranstaltet.